# 邦纳均镇区
邦纳均鎮區為緬甸若開邦實兌縣的鎮區。2014年人口129,753人，區域面積1,126.7平方公里。邦纳均為該鎮區首府。該鎮區下分94村組、200個村莊。實兌縣的首府實兌距離該鎮區南方約25英里（40.2公里）。
2024年2月22日，若開軍佔領了該鎮區的警察局。並幾乎控制了邦纳均。3月5日，若开军正式全面控制了邦纳均镇區。

## 产业
该镇区是若开邦的软壳螃蟹养殖业主要产地之一。